# Ophthalmoblysis fulvata
Ophthalmoblysis fulvata là một loài bướm đêm trong họ Geometridae.